# Melian
Melian egy fiktív szereplő J. R. R. Tolkien történeteiben. A maiák közé való, azaz leginkább a pogány népek szellemeivel, nimfáival rokonítható, varázshatalommal bíró lény. Valinorban Vánát és Estët szolgálta, később Középföldére ment, ahol a sinda Thingol király felesége lett (Thingol kedvéért öltött emberi alakot). Lúthien Tinúviel anyja. Ketten együtt alapították meg Doriathot, melyet később hatalmával védelmezett. A Doriathot körülvevő varázslatos láthatatlan falat nevezték Melian Övének. 
Bölcs volt, ő tanította énekelni a fülemüléket. Bölcsessége folytán ismerte fel Berenben a hőst, aki nagy tettekre hivatott. Bár ember addig Doriath erdőibe be nem tette lábát, Melian közbenjárására Berent beengedték a birodalomba, ahol aztán szerelembe esett Melian és Thingol lányával, Lúthien Tinúviellel. Amikor Thingol ítélkezett Beren felett, ő Beren mellett állt.
Férje halála után nem maradt többé számára remény és öröm Beleriandban, így emberi alakját levetkőzte, maiaként a Tengeren Túlra költözött.  